# Old Etonian
Un Old Etonian es un cóctel de ginebra que gozó de gran popularidad en Londres alrededor de 1925. El cóctel toma su nombre del Eton College y de los antiguos alumnos de la universidad, que a menudo se autodenominan Old Etonians. Fue reputado durante esa época el cóctel Old Etonian del Garden Hotel de Londres.

## Receta
- Ginebra (1.5 oz.)
- Lillet (1.5 oz.), o en su defecto, Cocchi Americano[4][5][6]
- Bíter de naranja
- Crème de Noyaux

El licor de almendras y los amargos solo deben agregarse si se usa la versión moderna de Lillet. No son necesarios cuando se usa Cocchi Americano.